# モリタホールディングス
株式会社モリタホールディングスは、株式会社モリタを中核子会社とするグループの持株会社である。東証プライム上場。
株式会社モリタは、モリタホールディングスの100%子会社であり、消防車両などの緊急自動車・特種用途自動車を架装・販売する企業である。消防自動車の日本国内トップシェア企業。

## 沿革
- 1907年4月 - 創業者である森田正作が大阪府大阪市（後の南区、現在の中央区南部）に火防協會を設立。
- 1939年9月 - 本社を西淀川区に移し、社名を森田喞筒工業（もりたそくとうこうぎょう）株式會社へ変更。
- 1951年8月 - 本社を生野区に移転。
- 1961年3月 - 社名を森田ポンプ株式会社へ変更。
- 1973年5月 - 大阪証券取引所第2部に上場。
- 1979年5月 - 東京証券取引所第2部に上場。
- 1980年4月 - 東証・大証各1部に指定。
- 1997年4月 - 社名を株式会社モリタへ変更。
- 2008年4月 - 一般車工場を三田市旧特装車工場隣地に移転、「三田工場」とし、消防車メンテナンス事業も含めた一貫生産活動に集約。
- 2008年10月 - 株式会社モリタ（消防車事業）、株式会社モリタ防災テック（消火器事業）、株式会社モリタ環境テック（環境事業）に会社分割を行い、持株会社体制に移行、株式会社モリタホールディングスに商号変更。公募による新ロゴマークを制定。
- 2008年11月 - 資本提携関係にあった宮田工業を公開買い付けによって連結子会社とする。
- 2009年8月 - 宮田工業を完全子会社とする。
- 2013年5月 - モリタホールディングスの本社を現在地へ移転。
- 2014年7月 - 宮田工業がモリタ防災テックを合併し、モリタ宮田工業となる。
- 2016年- フィンランドのブロント・スカイリフトを子会社化[2]。
- 2023年7月- 大阪府八尾市に研究開発拠点「モリタＡＴＩセンター」 開設[3]。

## 事業所一覧

### モリタホールディングス
- 大阪本社
- 東京本社：東京都港区西新橋3丁目25-31
- 技術研究所：三重県伊賀市佐那具町金神塚1700-2

### モリタ
- 本社：兵庫県三田市テクノパーク1-5
- 東京本社（モリタホールデングス東京本社内）
- 支店 - 東京、大阪、名古屋、福岡、仙台
- 営業所 - 富山、松山

### 工場
- 三田工場（モリタ、モリタテクノス、モリタエコノス）
- 上野工場（モリタホールディングス、モリタ宮田工業、モリタ東洋）：三重県伊賀市
- 関東工場（モリタテクノス）：千葉県船橋市
- 船橋工場（モリタ環境テック）：千葉県船橋市

## 主な商品

### 消防車
消防車は日本市場においてトップシェア。年間需要の約5割超を生産する。多くの消防本部等に納入されている。
- はしご自動車各車 - はしご付消防自動車、水路付き、先端屈折式のみブランドは「スーパージャイロラダー」で統一。規格地上高は日本唯一の最高位（54m級）を誇る。屈折式はしご車と高所放水車にはブランドネームは無い。
  - MH型 - 日野自動車と共同開発した、はしご車専用シャシ。初代モデルは1991年にデビュー、エンジンを通常のトラックシャシとは異なりフロントミッドシップマウントとし、キャブオーバー型では不可能な低床フロアによる乗降性に優れかつ広大な居住空間を実現した。同時に後々輪セルフステアを採用。2003年には耐候性に優れたFRP製キャブ並びに前ボデーを採用、前衛的デザインを持つ2代目の『MHII Max.』にFMC。2007年には従来型のP11C型エンジンをベースモデルである「プロフィア」同等の新開発A09C型エンジンに変更し、尿素SCRデバイス等の追加補器を用いる事なく平成17年排出ガス規制に適合する。
  - MSC - 90年代に開発された屈折はしご車。従来型が上向きに『く』の字に屈折し、バスケットが操作台上方に配置してあったのに対し、MSCシリーズは屈折方法を下向きにしバスケットを荷台部に収納、塔体を伸縮式にすることでスペース削減とマイナス架梯による水難救助能力を有することになった。地上高は20mと25m。
  - MVF - 2013年に発表された13.7m塔体付消防ポンプ車。従来型のはしご車がキャブ上部にはしごや塔体を載せて収納していたのに対し本型ではバスケットも含めた塔体を車体のみに収納、塔体のターンテーブルも小型化することで従来型のはしご車では露出していたターンテーブルの周囲も資機材庫化した。更に900Ⅼの水槽とCAFSを組み合わせることで消火能力を高めた。2015年に和歌山市消防局に配備されたのを皮切りに各地で配備が進められている。

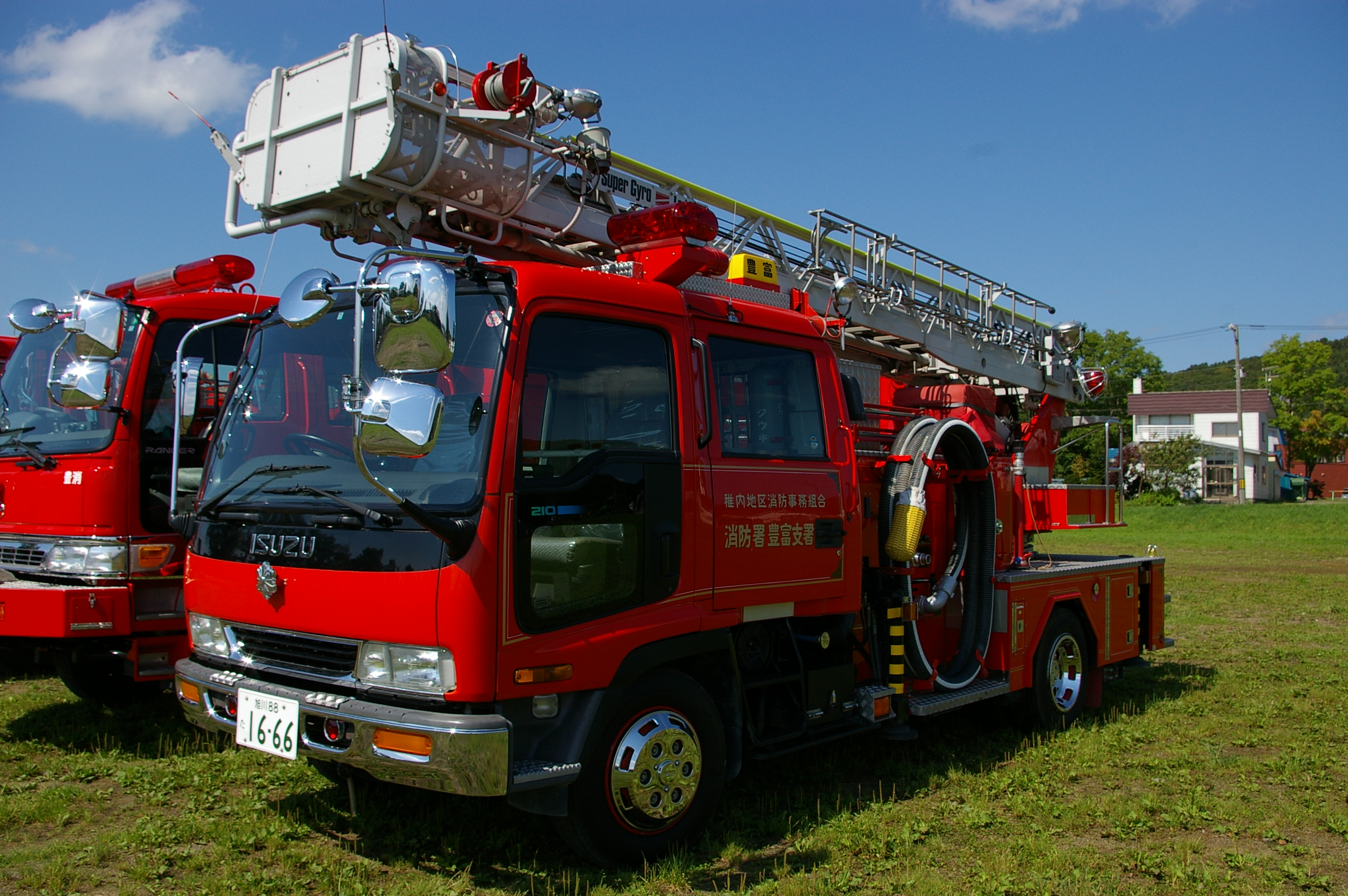
スーパージャイロ ラダー（15m級） いすゞ・フォワード 稚内地区消防事務組合消防署豊富支署
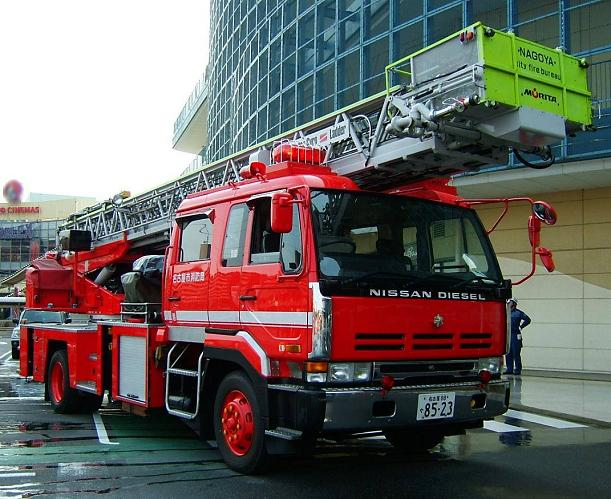
スーパージャイロ ラダー（30m級） 日産ディーゼル・ビッグサム 名古屋市消防局
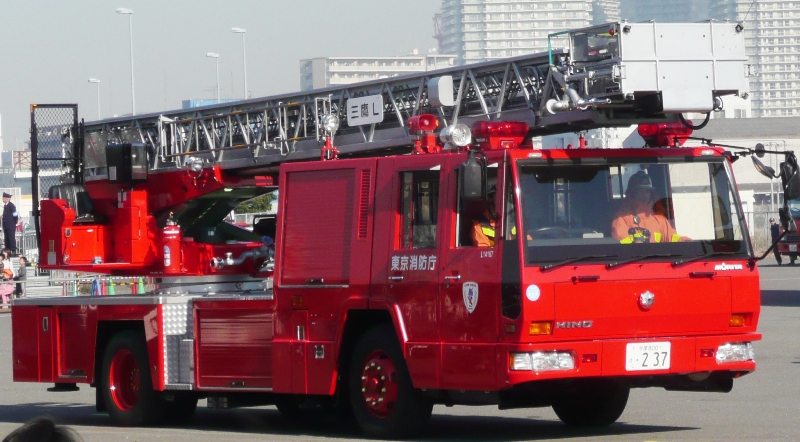
スーパージャイロ ラダー（30m級） 日野・MH 東京消防庁
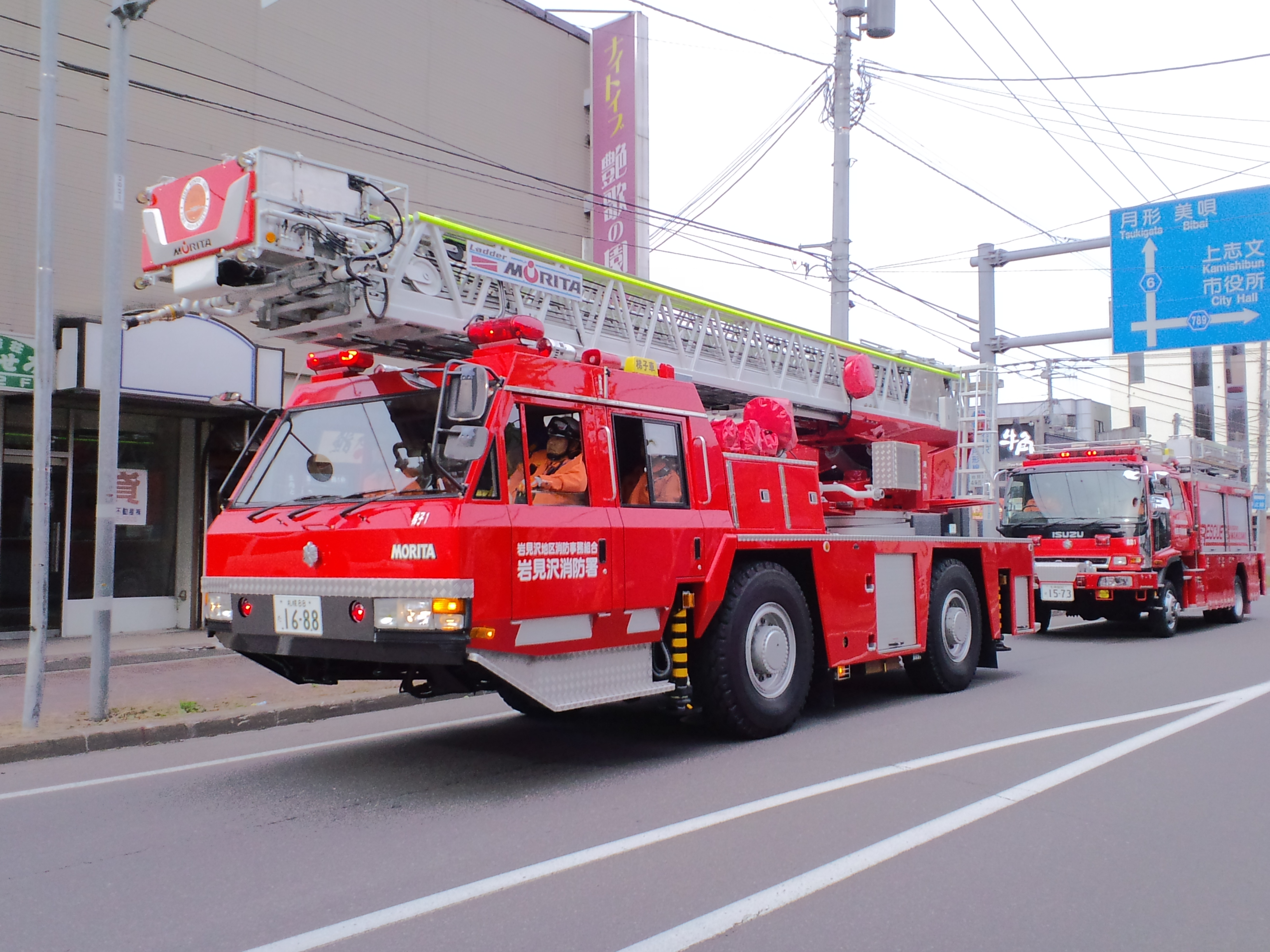
スーパージャイロ ラダー（35m級） 日産ディーゼル・AX 岩見沢地区消防事務組合
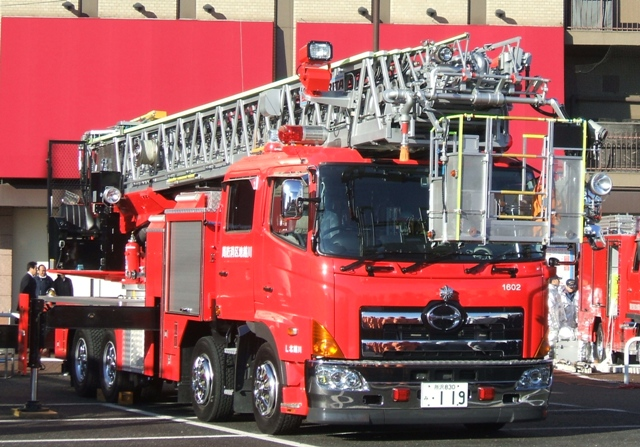
スーパージャイロ ラダー（40m級） 日野・プロフィア 川越地区消防局
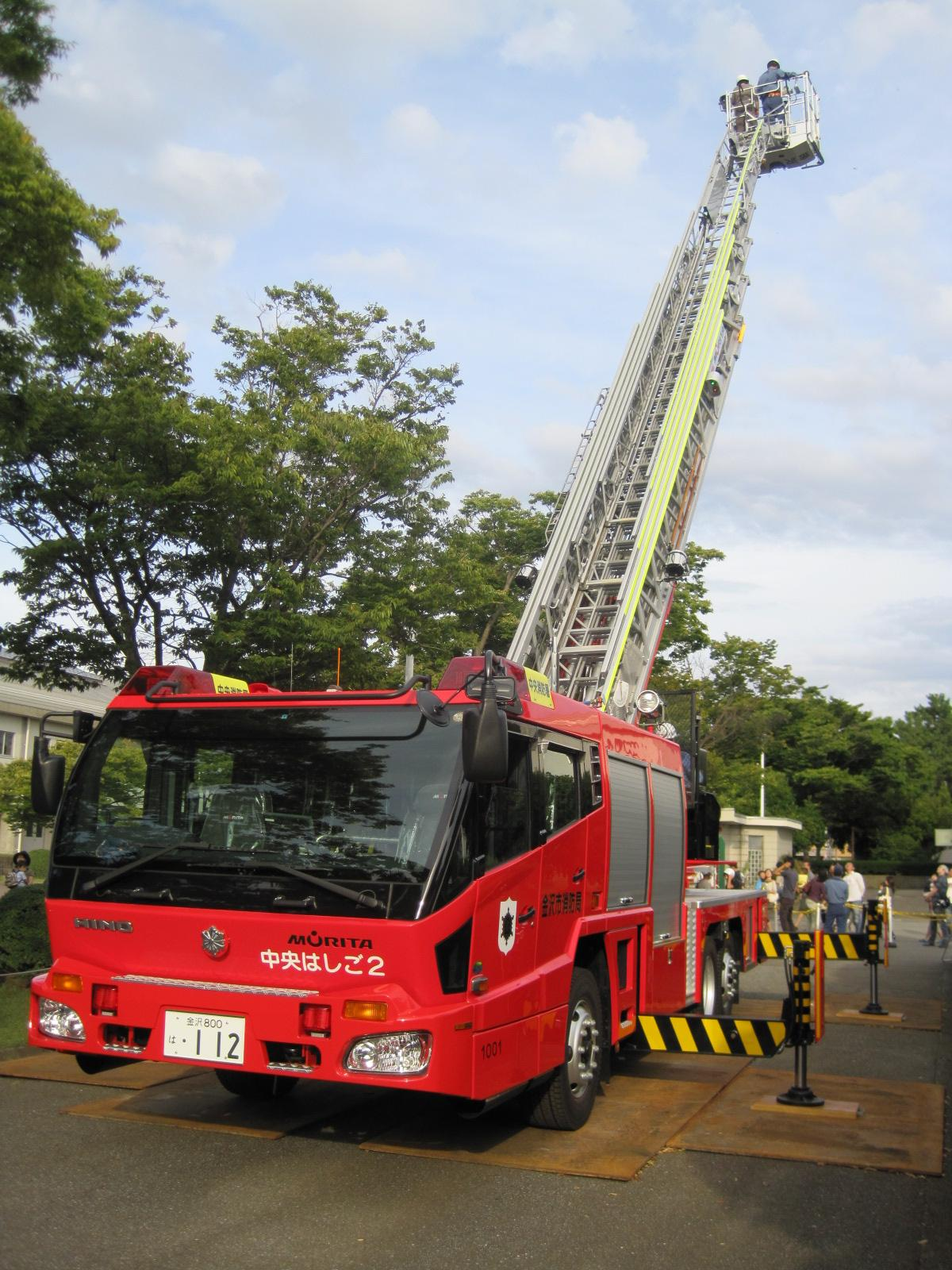
スーパージャイロ ラダー（40m級） 日野・MH II 金沢市消防局
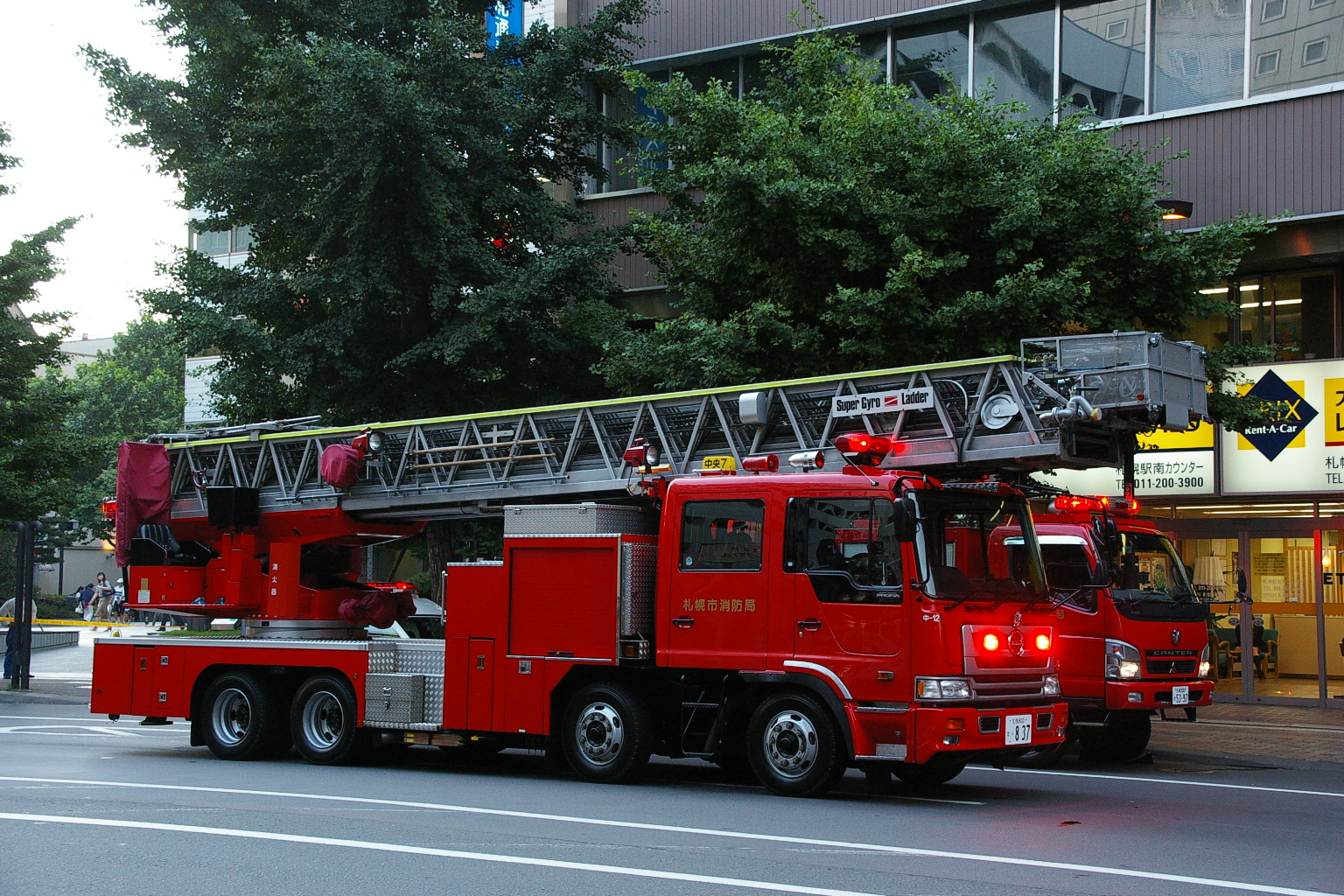
スーパージャイロ ラダー（50m級） 日野・プロフィア 札幌市消防局
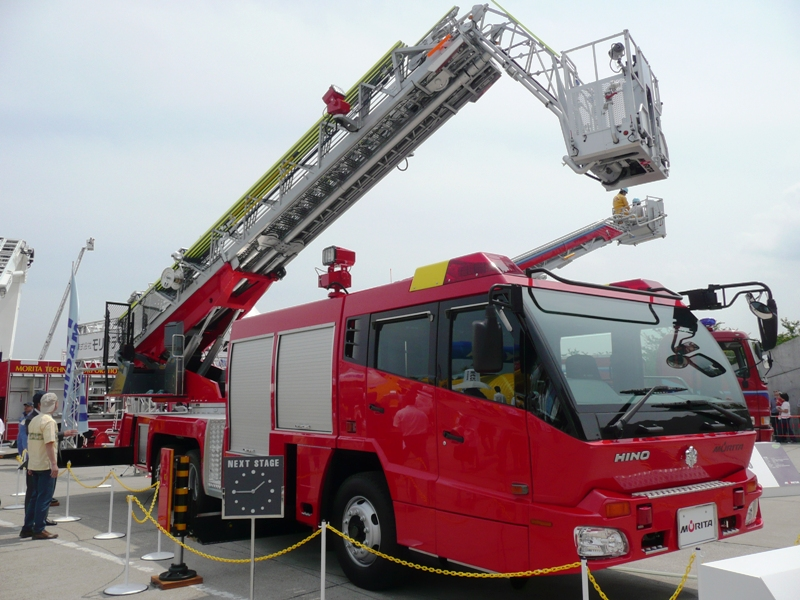
モリタ社製の先端屈折はしご車 (日野・モリタ・スーパージャイロラダーMH
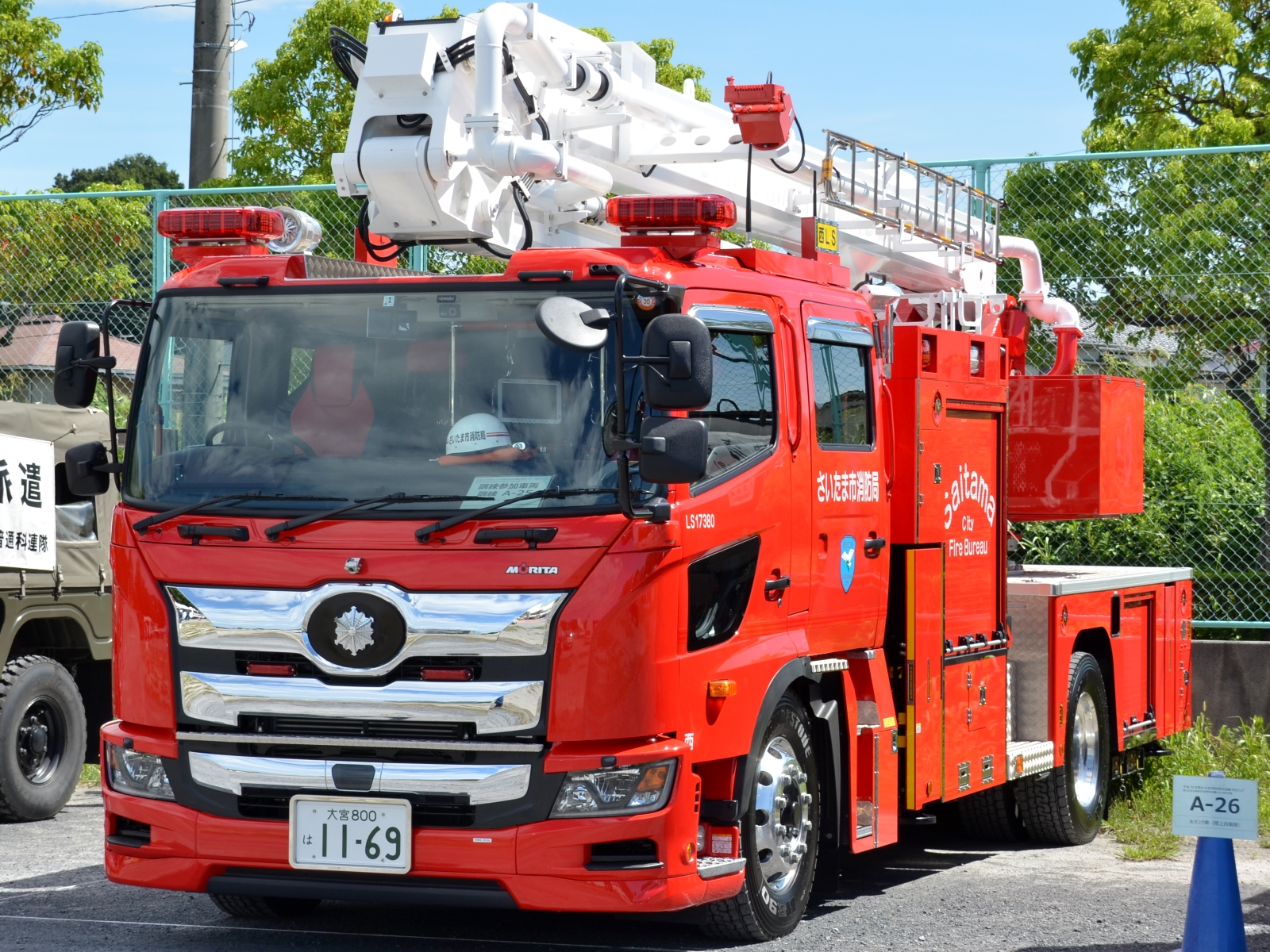
MSC25屈折はしご車(25m級)日野・プロフィアさいたま市消防局

- 消防ポンプ自動車・水槽付消防ポンプ自動車、化学車
  - 2004年にはCD-I型に、FRP製ハイルーフと大型の赤色警光灯を装備し機能（器具の収納スペース確保）を向上させた『CD-Iα』が発売された。また、2007年には従来の消火戦術概念を変えるCAFS装置搭載CD-Iが発表され、その第1号車は大阪府貝塚市消防本部（ベースは日野・デュトロ4WD）に導入されている。これらはコンセプトモデルであるCD-IFB型と車体構成に汎用性を持たせたCD-IFC型に分かれる。いずれも600Lの非金属製水槽を内蔵し、少ない水量で有効な消火活動が可能。また、これらの技術はさらに上のクラスである、CD-II型消防車、水槽車、化学車にも搭載されている。2018年には2017年3月12日改正の普通自動車免許（車両総重量3,500kg未満、最大積載量2,000kg未満、乗車定員10人以下）で運転できる車両総重量3.5t未満のCD-I型『ミラクルLight』（ベースはトヨタ・ダイナ1t積系）が発表された。

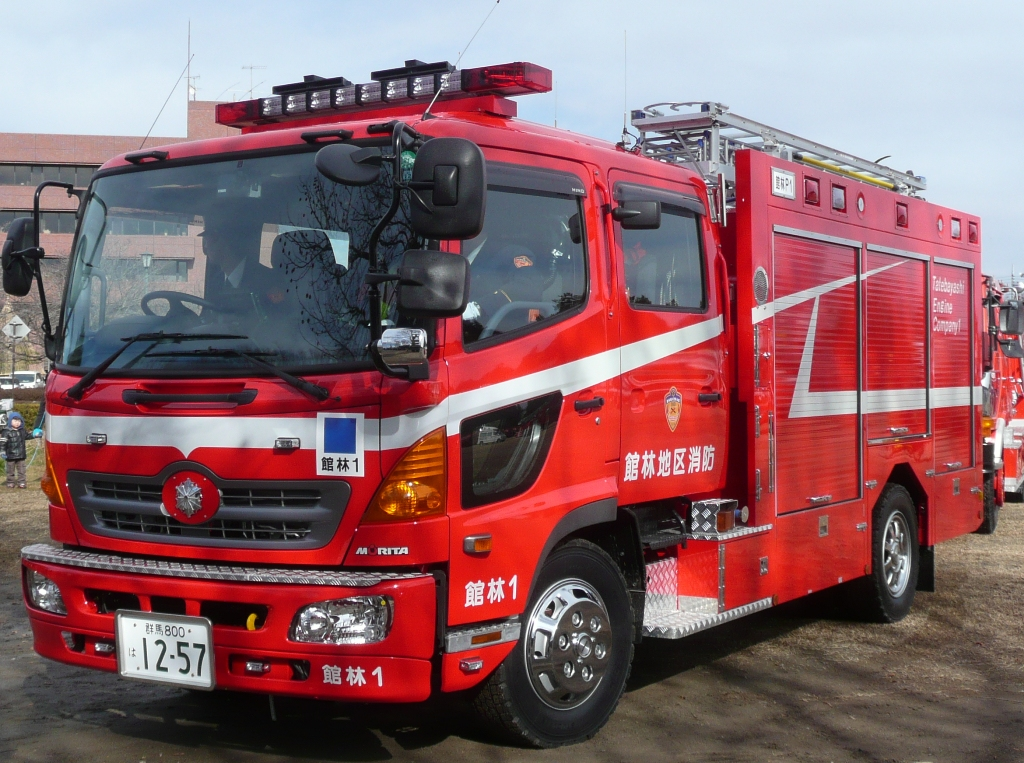
水槽付消防ポンプ自動車 館林地区消防組合
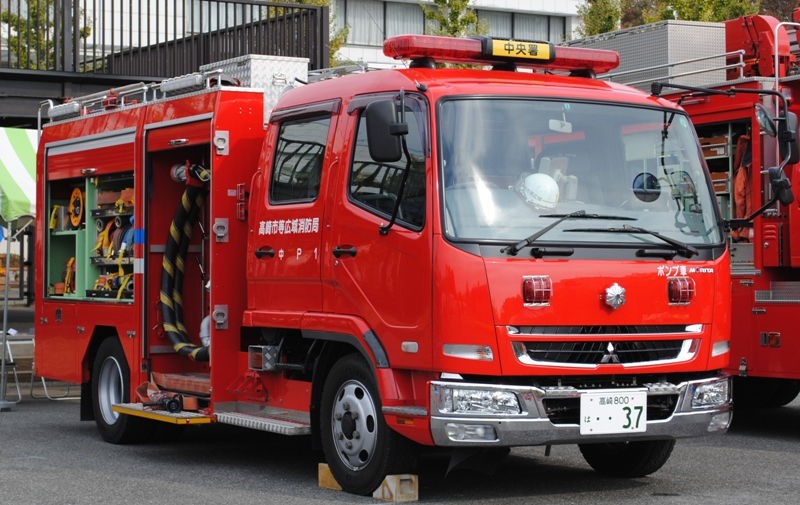
消防ポンプ自動車 高崎市等広域消防局
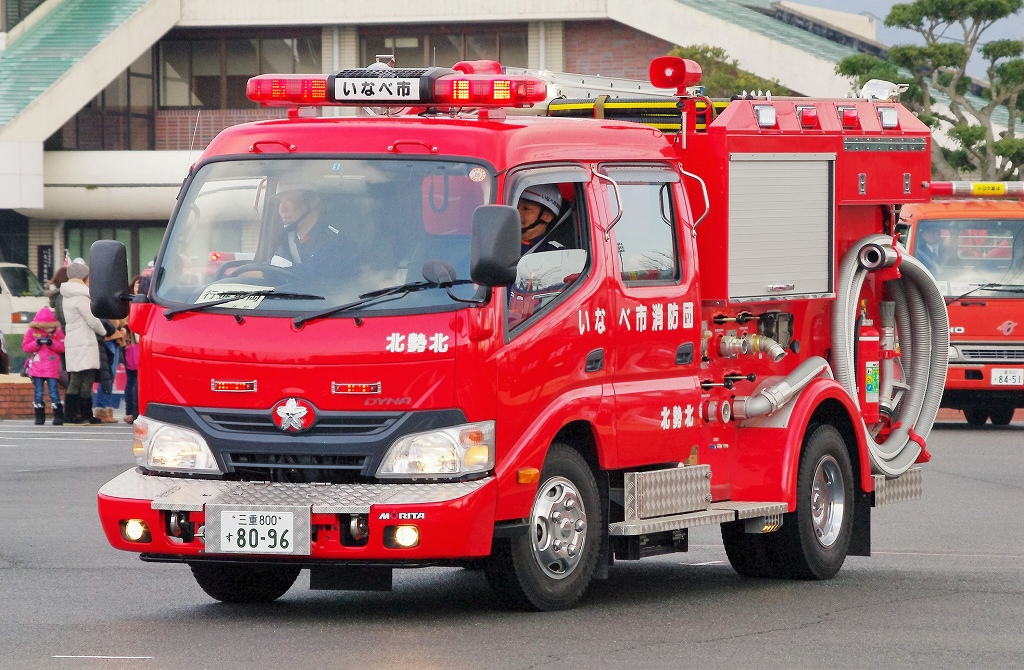
消防ポンプ自動車(CD-I) いなべ市消防団
化学車 豊田市消防本部

- 空港用化学消防車 - 空港用の大型化学消防車。MAF-30A（3000L）、MAF-60A（6000L）、MAF-125A（12500L）の3機種。全ての機種にコマツ製のディーゼルエンジンを搭載する。
- 救助工作車 - 市販はI型からIII型まで、消防庁が指定した4消防本部のみに導入されているIV型の架装も実施。

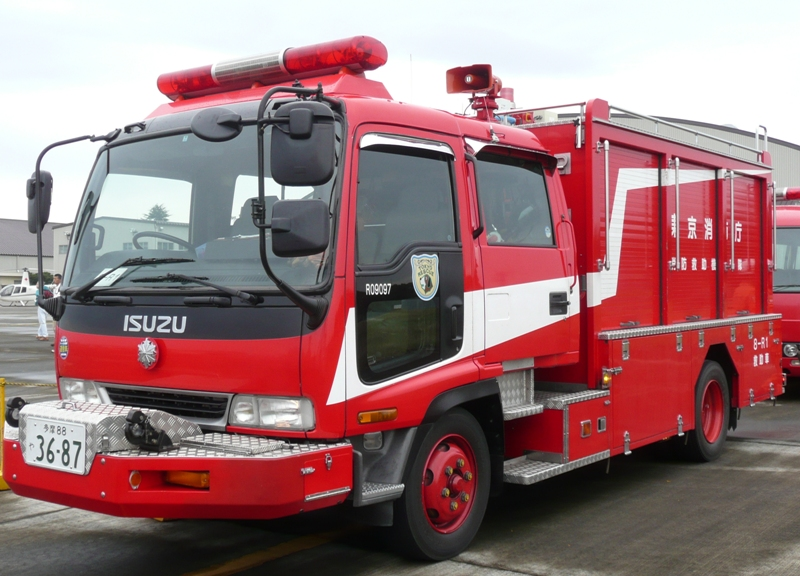
救助工作車II型 東京消防庁消防救助機動部隊
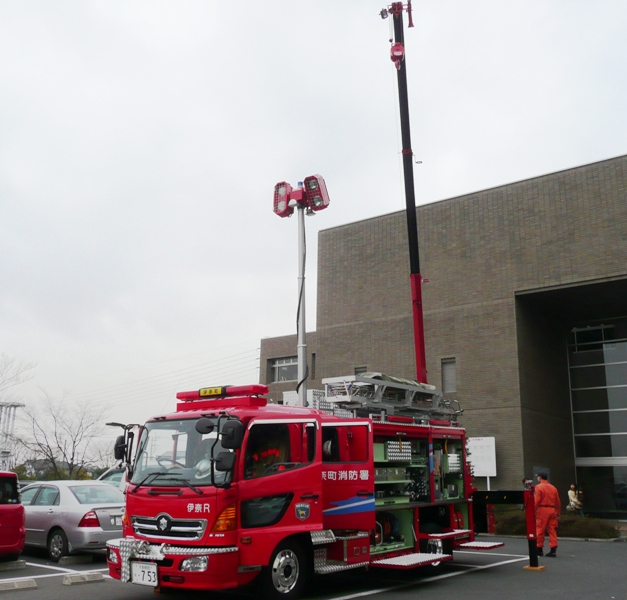
救助工作車III型 伊奈町消防本部
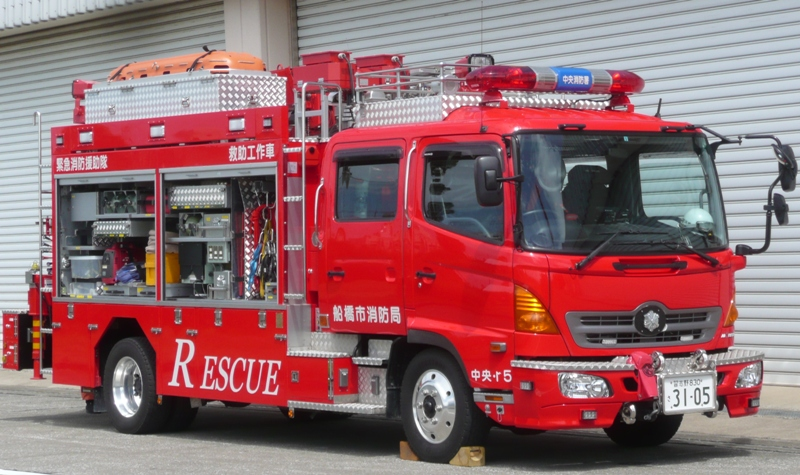
救助工作車III型 船橋市消防局
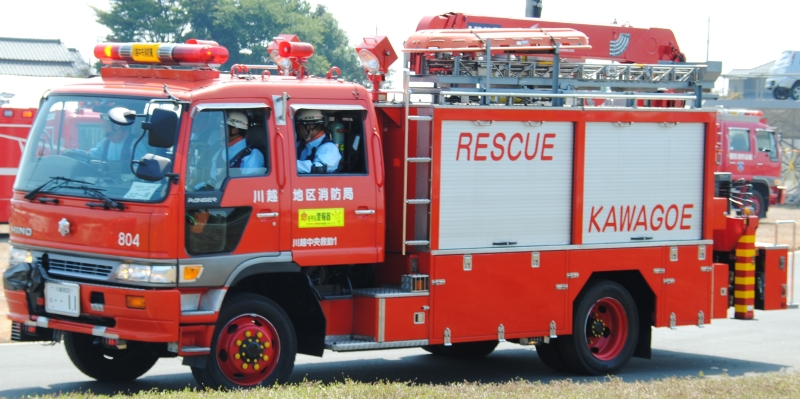
救助工作車III型 川越地区消防局
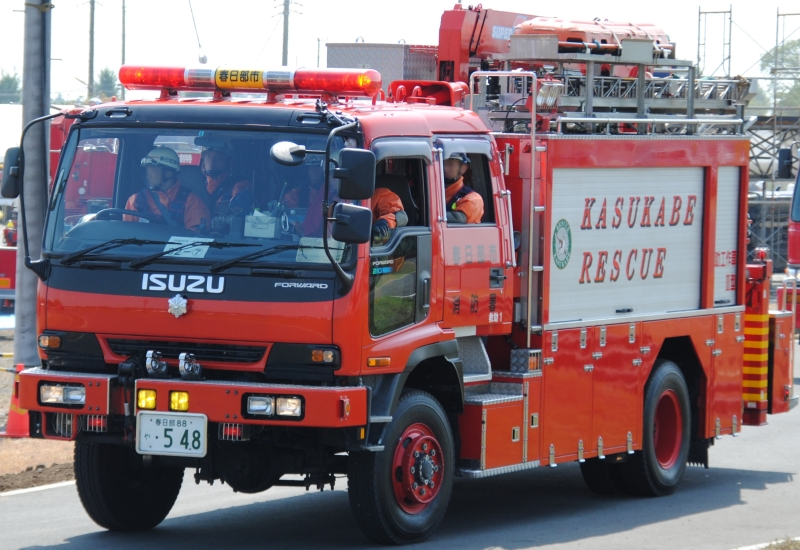
救助工作車III型 春日部市消防本部
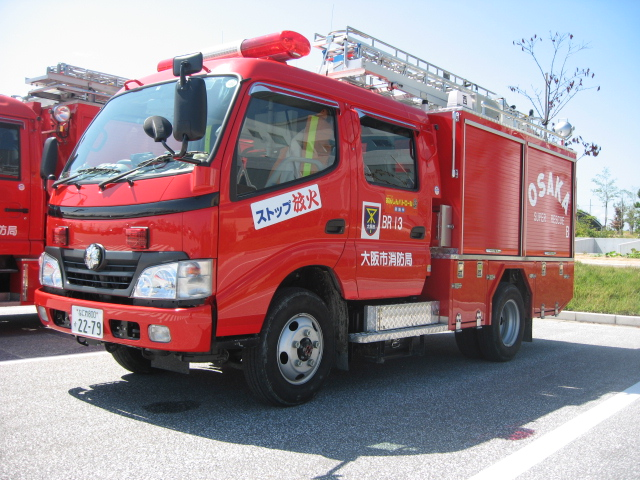
救助工作車IV型 大阪市消防局
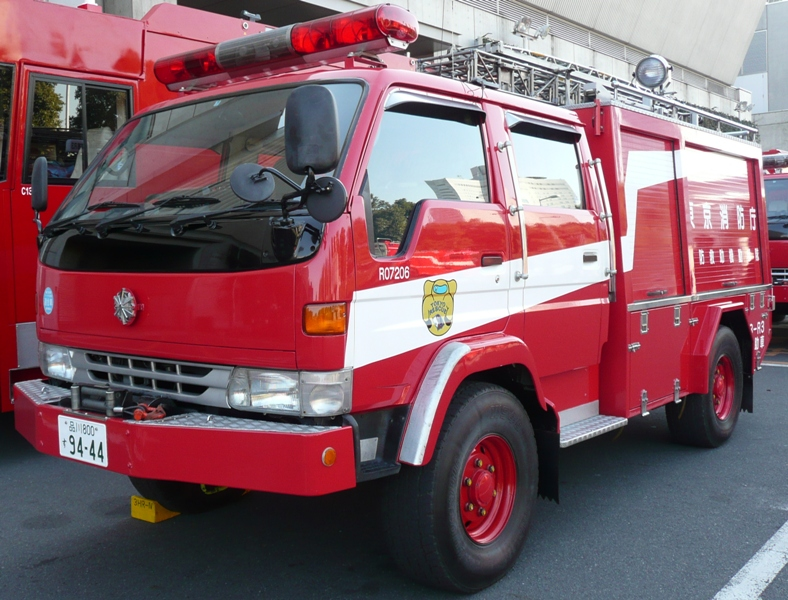
救助工作車IV型 東京消防庁消防救助機動部隊

- 消救車 - 世界で初めて消防ポンプ自動車と救急車の機能を合体した車両で、2004年に消防庁が認定。同年12月に千葉県松戸市の松戸市消防局六実消防署に第1号を納車。また、ニーズに応じ後部搬入型の消救車も開発。その1号車は2008年3月、青森県むつ市に納入された。ベースは日野・デュトロ。
- 特殊災害対応自動車 - NBC災害発生時向けの車両。2006年春にさいたま市消防局に第1号を納車。日野・レンジャーGXがベース。

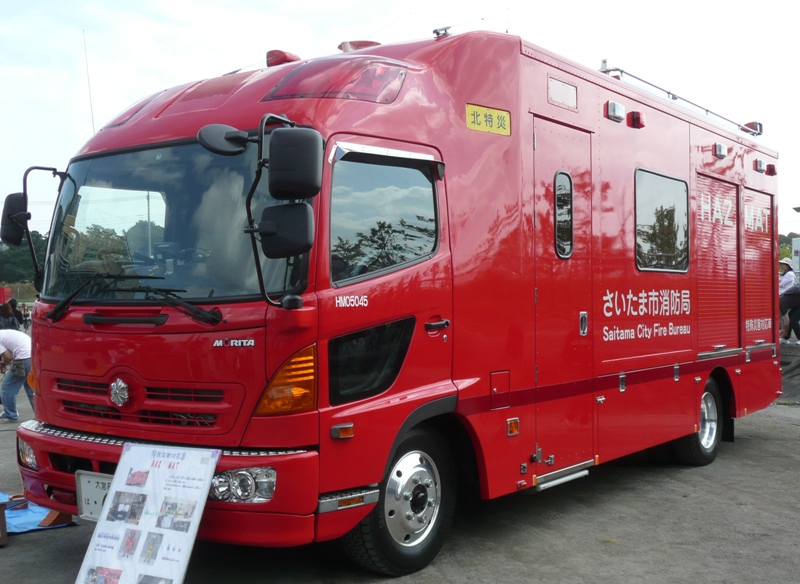
特殊災害対応車 さいたま市消防局
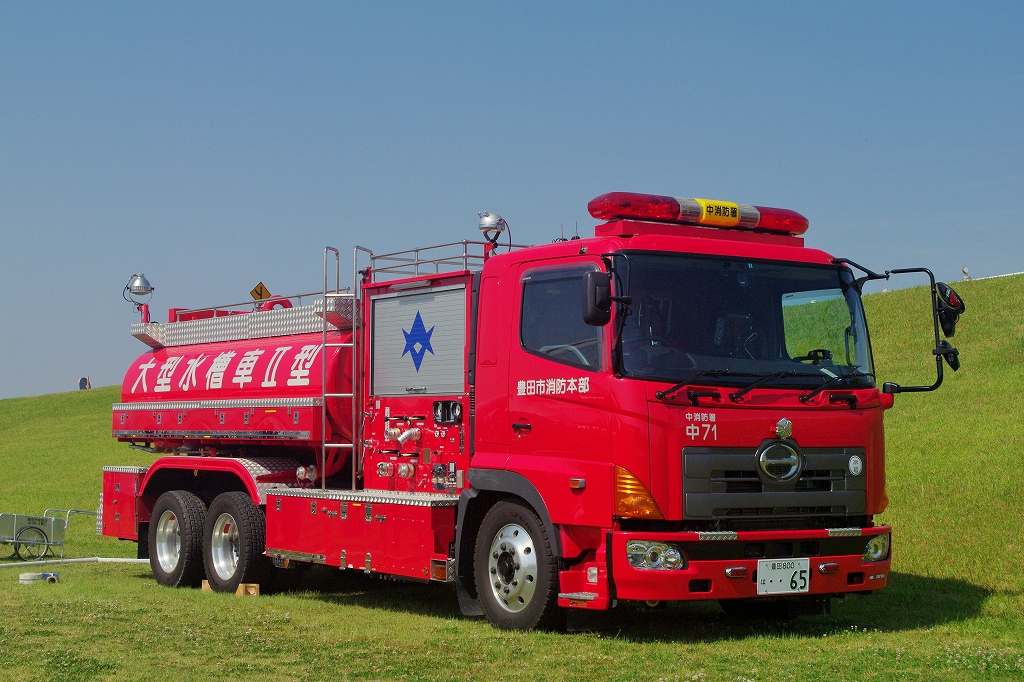
大型水槽車 豊田市消防本部
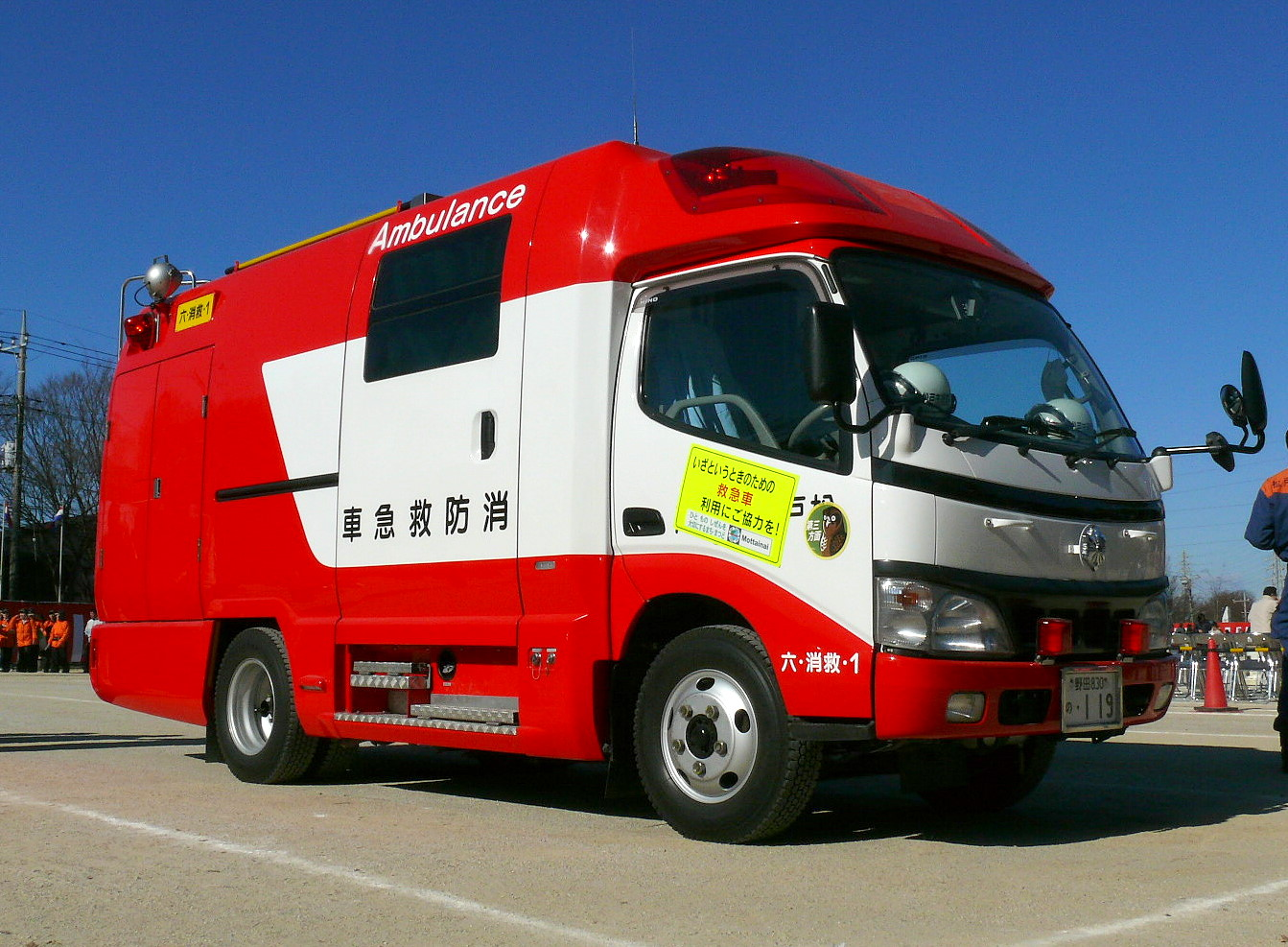
消救車 松戸市消防局

#### 技術
- e-モニタ - スロットルコントロールに従来のシャシ純正外部アクセルを使用せず、リンク機構等のメカニカル部分を排除、電子コントロールによる官能的かつ容易な操作性を実現。連成計と電子圧力計の間に液晶ディスプレイを装備。様々な情報を瞬時に把握する事を可能とし、「フェイルセーフ」機能を充実させ、ヒューマンエラーを排除した、日本グッドデザイン賞受賞歴を持つポンプ操作盤である。消防ポンプ自動車全般に装備される。なお、CAFS装置もこの先進の「e-モニタ」によりコントロールされる。e-モニタ

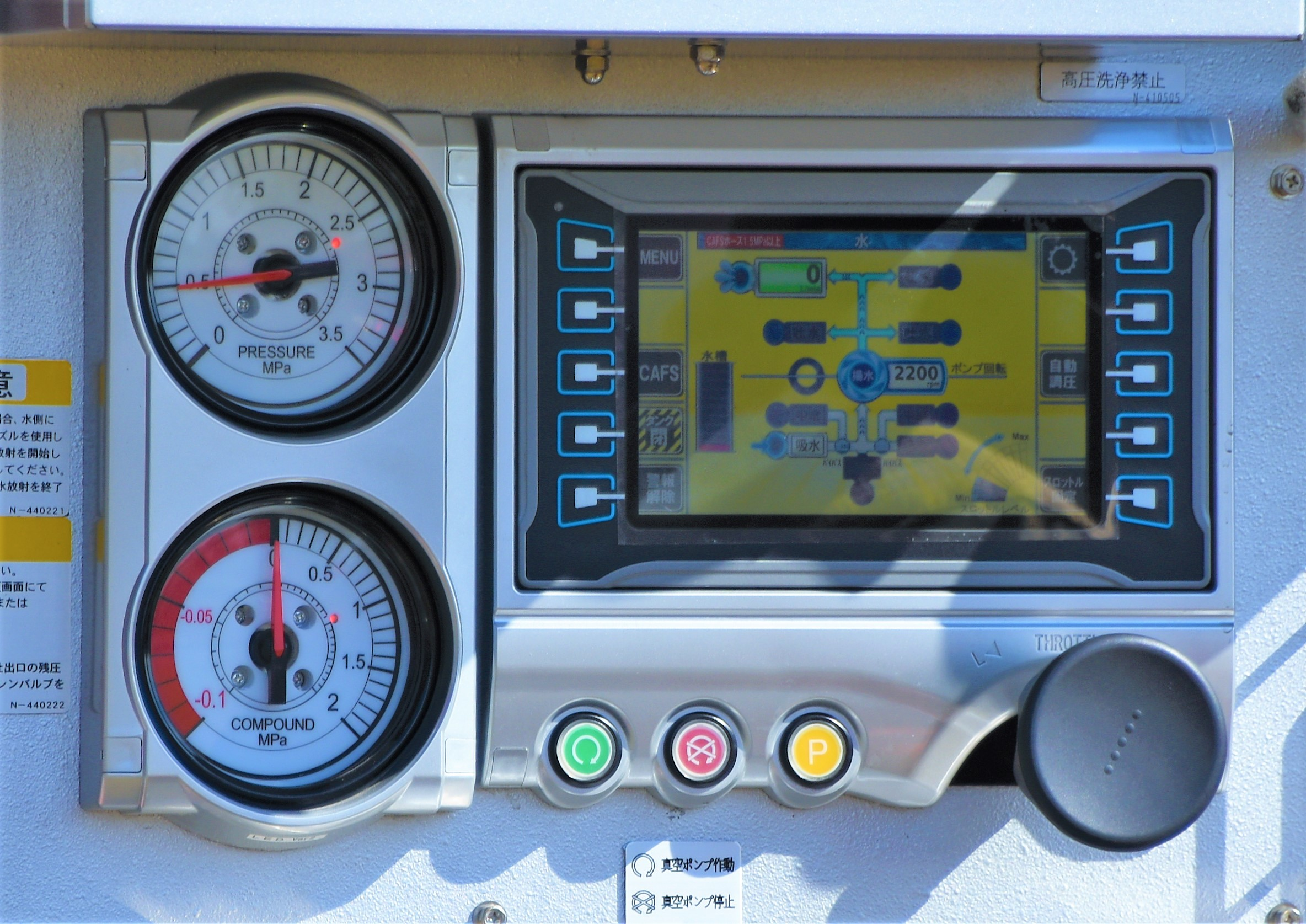
e-モニタ

- 2008年、消防シャシ中核を成す4～7t級にて日野レンジャー系シャシをベースに「ハイルーフキャブ付き救助工作車」をコンセプトモデルとして東京国際防災展2008に出展。CD-Ⅰ型ハイルーフ同様、キャブ一体型の大型赤色警光灯とし、キャブオーバー型トラックシャシベースにて1.7m超の室内高を実現し、収納性および居住性を提供している。そのハイルーフコンセプト第1号車は山形県天童市消防本部（ベースは日野・レンジャーGX）に導入、相次いで同年中に埼玉県所沢市消防本部および静岡県掛川市消防本部にも導入された。ハイルーフキャブ付き車両は4～7t級シャシを利用するCD-Ⅱ、水槽車、軽化学車等の架装型式にも導入されている。
- 2013年、CFRP製でデザイン性を向上したハイルーフ、製品名「レッドアーマー」が販売開始になった。

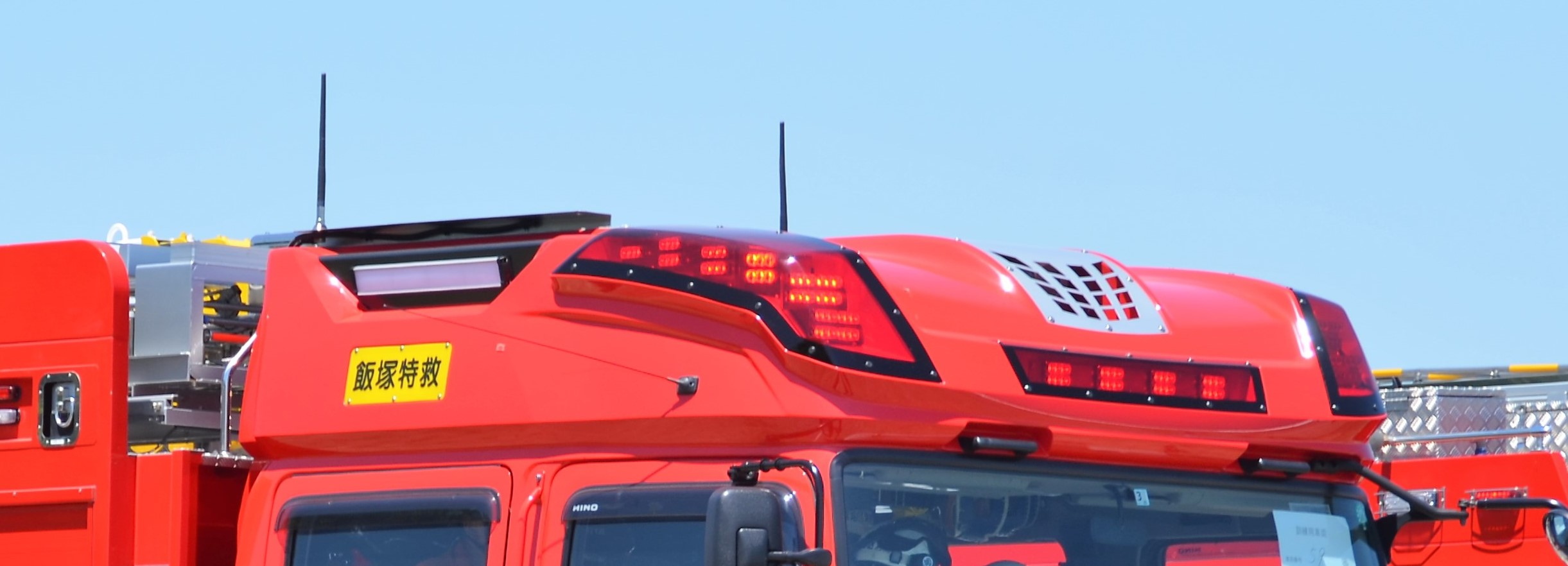
レッドアーマーハイルーフ

### 消防グッズ
以前はオンラインショップの『MORITA Net Shop』で、Tシャツ、ストラップ（7種類）、消防車のミニカー、缶入りのせんべい（デザイン5種類）といったオリジナル商品をはじめ、法律で義務付けられている住宅用火災報知器も販売されていたが、2022年6月30日をもってオンラインショップは閉店となった。

## グループ企業

### モリタ宮田工業株式会社

#### 消火器
消火器は小型から大型まで幅広く取り揃えている。他には住宅用、水系、自動車用などもある。
また、使用済みの消火器の薬剤を再生した肥料 も手がける。
エコマーク認定消火器は最大手のヤマトプロテックに遅れをとっていたが、エコヴィーナス消火粉末が発売されてからはヤマトプロテックのECOYAMATOシリーズ・モリタのエコヴィーナス・宮田工業のエコアンスル・ハッタのECOSSシリーズの4社がエコ商品になった。また、消火器では宮田工業や三津浜工業の一部、マルヤマエクセルの強化液タイプの消火器ではOEM供給を実施しているが、使用可マークではなくOKマークとなっている。なお、以前は倍力くんとラテールという2つの蓄圧式消火粉末が製造されていたが、こちらは現在絶版となっている。このため、モリタの消火器で蓄圧式として製造されているのは子会社のモリタユージーのピンクスシリーズだけとなっている。2014年7月1日、モリタ防災テックと宮田工業が合併し、モリタ宮田工業となった。

### 株式会社モリタ環境テック

#### ごみ処理向け
ごみのプレス・ギロチン装置やリサイクル素材（瓶やペットボトルなど）の分別や圧縮する装置などを取り扱う。

### 株式会社モリタエコノス
バキュームカーや塵芥車などの環境関連の車両を取り扱う。また、福祉関係にも力を入れており訪問入浴車もある。

### 株式会社モリタテクノス
消防自動車のオーバーホールならびにアフターサービスを行う。またドイツ・マギルス製はしご車の販売・整備を行う。

### その他一覧
- 株式会社モリタユージー
- 株式会社モリタエンジニアリング
- 株式会社北海道モリタ
- 株式会社アルボ
- 株式会社モリタ東洋
- 株式会社ミヤタサイクル

など

## テレビ番組
- 日経スペシャル カンブリア宮殿 社員が激変する企業改革術！ 名門企業の慢心に逆襲（2011年2月10日、テレビ東京）[6]